# Тат-Кучук
Тат-Кучук (баш. Тат-Көсөк) — деревня в Шаранском районе Республики Башкортостан Российской Федерации. Входит в состав Дюртюлинского сельсовета. Основана в 1742 году как деревня Кучуково, во второй половине XIX века разделилась на две одноимённые деревни, принадлежащие разным волостям, которые с 1920-х назывались Татарское и Чувашское Кучуково (по преобладающим национальностям). С 1930-х — Тат-Кучук и Чуваш-Кучук, в 1968 году последняя вошла в состав первой.

## География

### Географическое положение
Находится в юго-западной части района неподалёку от впадения реки Сарсаз в реку Сюнь и от автодороги 80Н-553 «Наратасты — Барсуково». Расстояние до:
- районного центра (Шаран): 13 км,
- центра сельсовета (Дюртюли): 12 км,
- ближайшей ж/д станции (Туймазы): 27 км.

### Климат
Климат местности резко континентальный с большим колебанием температур в различные сезоны года и небольшим количеством осадков, неравномерно распределенных в году.
| Показатель                                                       | Янв. | Фев. | Март | Апр. | Май | Июнь | Июль | Авг. | Сен. | Окт. | Нояб. | Дек. |
| ---------------------------------------------------------------- | ---- | ---- | ---- | ---- | --- | ---- | ---- | ---- | ---- | ---- | ----- | ---- |
| Средний суточный максимум, °C                                    | −7   | −6   | −1   | 9    | 18  | 23   | 25   | 23   | 17   | 9    | 0     | −5   |
| Средний суточный минимум, °C                                     | −15  | −15  | −8   | 1    | 7   | 12   | 14   | 12   | 7    | 2    | −5    | −12  |
| Норма осадков, мм                                                | 25   | 23   | 25   | 33   | 44  | 59   | 49   | 51   | 45   | 47   | 34    | 32   |
| Источник: Климат Татарский Кучук. Дата обращения: 3 января 2022. |      |      |      |      |     |      |      |      |      |      |       |      |

## История
Основана тептярями по договору 15 марта 1742 года о припуске на вотчинных землях башкир Япрыковой тюбы Кыр-Еланской волости Казанской дороги под названием Кучуково (от имени первопоселенца Кучука).
По VIII ревизии 1834 года — деревня Кучукова 3-го тептярского стана Белебеевского уезда Оренбургской губернии. Жителям деревни принадлежало 89 ульев пчёл, была водяная мельница.
В конце 1865 года — деревня Кучукова 3-го стана Белебеевского уезда Уфимской губернии, при речке Укаязе. Имелись мечеть, училище, водяная мельница, жители занимались сельским хозяйством.
После этого деревня Кучукова разделилась на две — более крупная принадлежала Тюменяковской волости Белебеевского уезда, другая — Никольской волости того же уезда.
В 1895 году в деревне Тюменяковской волости IV стана Белебеевского уезда была мечеть, а в деревне Никольской волости VI стана — хлебозапасный магазин. По описанию, данному в «Оценочно-статистических материалах», деревни находились по ровному месту со склоном на запад, по границе надела протекала река Сюнь, по наделу и через селения — мелководная река Укояз. Надел находился в одном месте, окружая селения. В последнее время усадьба увеличилась за счёт пашни, а пашня — за счёт всей степи; кустарник расчищен под луга. Поля были по ровному месту со склоном на север, до 1,5 вёрст от селений. Почва — около 95 десятин чернозёма с примесью песка и гальки, остальная 481 десятина — чистый чернозём. В полях было два оврага, один из которых ежегодно увеличивался от весенних вод. Выгон — на низком месте, кустарник — отчасти по низкому месту, отчасти — по болотам. Жители активно занимались промыслами. Около 10 домохозяев занимались перепродажей леса, покупая на корню у Тевкелева лес делянками по 400 рублей за десятину, затем рубя и продавая возами на месте и на базарах в селениях Алпаево и Шаран. С одной десятины получалось продавать до 100 возов дров, до 30 пудов мочала по 40—60 копеек с пуда, до 100 штук трехаршинных лубков по 7 копеек за штуку, до 20 штук семивершковых кряжей по 1 рублю 50 копеек за кряж, брёвен на 1 сруб на 20 рублей и ильмы на ободья на 20 рублей. Большинство населения занималось извозом, получая по 1—1,5 копейки за версту с воза, а также нанималось на подённые сельскохозяйственные работы у соседних землевладельцев. До 10 домохозяев имели около 100 пеньков пчёл; мёд продавали в Шаране, а иногда в Бугульме, по 4—5 рублей за пуд.
В 1905 году в деревне Кучуково Тюменяковской волости зафиксированы мечеть, бакалейная лавка и мельница, в деревне Никольской волости не было объектов инфраструктуры.
По данным подворной переписи, проведённой в уезде в 1912—13 годах, одна деревня Кучук (Кучукова) входила в состав Кучуковского сельского общества Тюменяковской волости, а другая деревня — в состав Кучуковского сельского общества Шаранской волости. Была школа. 1 хозяйство во второй деревне не имело надельной земли. Количество надельной земли в обеих деревнях (в общем владении с Каракульским товариществом) составляло 827 казённых десятин, в том числе 698 десятин пашни и залежи, 19 десятин усадебной земли, 7 — выгона, 75 — сенокоса, 15 — леса и 13 — неудобной земли. В первой деревне 69 десятин земли было куплено, 60,85 — арендовано, 82,68 десятин надельной земли было сдано в аренду. Посевная площадь составляла 213,03 десятины, из неё 102,74 десятины занимала рожь, 41,15 — овёс, 22,71 — просо, 16,73 — греча, 12,86 — полба, 11,29 — горох, остальные культуры (пшеница, картофель и лён) занимали 5,55 десятины. Из скота имелась 96 лошадей, 125 голов КРС, 203 овцы и 40 коз. 3 человека занимались промыслами. Во второй деревне 145,78 десятин земли было куплено, 46,25 — арендовано, 1 десятина надельной земли была сдана в аренду. Посевная площадь составляла 179,96 десятин, из неё 73,75 десятин занимала рожь, 33,75 — овёс, 21 — греча, 13 — полба, 12 — пшеница, 10,38 — просо, 9,75 — горох, остальные культуры (картофель и конопля) занимали 6,33 десятины. Из скота имелось 59 лошадей, 94 головы КРС, 314 овец и 65 коз.
В 1923 году произошло укрупнение волостей, и деревня Татарская Кучукова вошла в состав Аднагуловской волости Белебеевского кантона Башкирской АССР. Деревня Чувашская Кучукова осталась в составе Шаранской волости. Деревни были переименованы по преобладающим национальностям.
В 1930 году в республике было упразднено кантонное деление, образованы районы. Деревни вошли в состав Туймазинского района.
В 1935 году был создан Шаранский район, в то время обе деревни входили в состав колхоза «Спартак». В 1930-х годах в Татарском Кучуково существовала начальная школа.
В 1939 году — деревни Татарский Кучук и Чувашский Кучук (Тат-Кучук и Чуваш-Кучук) Сарсазовского сельсовета Шаранского района.
В 1951 году деревни вошли в состав колхоза им. Карла Маркса (в 1961—76 годах входил в состав колхоза им. Ф. Энгельса). В 1952 году зафиксированы как деревни Тат-Кучук и Чуваш-Кучук того же сельсовета. В июле 1953 года Сарсазовский сельсовет вошёл в состав Дюртюлинского.
В начале 1963 года в результате реформы административно-территориального деления деревни были включены в состав Туймазинского сельского района, с марта 1964 года — в составе Бакалинского, с 30 декабря 1966 года — вновь в Шаранском районе.
В 1968 году Чуваш-Кучук вошёл в состав Тат-Кучука. Тем не менее, часть деревни за рекой Сарсаз до сих пор называют Чуваш-Кучук.
В 1990-х годах деревня входила в состав колхоза (КФХ, СПК) «Башкортостан», позднее вошедшего в состав ООО «СХП “Закир”».

## Население
| Год  | Численность | Численность |
| ---- | ----------- | ----------- |
| 1783 | 86          | [ 29 ]      |
| 1795 | 136         | [ 29 ]      |
| 1834 | 274         | [ 29 ]      |
| 1865 | 322         | [ 30 ]      |
| 1895 | 429         | [ 31 ]      |
| 1905 | 465         | [ 32 ]      |
| 1912 | 476         | [ 33 ]      |
| 1917 | 401         | [ 34 ]      |
| 1920 | 375         | [ 35 ]      |
| 1939 | 411         | [ 36 ]      |
| 1959 | 232         | [ 37 ]      |
| 1970 | 262         | [ 38 ]      |
| 1979 | 200         | [ 39 ]      |
| 1989 | 63          | [ 40 ]      |
| 2002 | 105         | [ 41 ]      |
| 2009 | 112         | [ 42 ]      |
| 2010 | 100         | [ 1 ]       |

- 1783 год (IV ревизия) — 86 тептярей[4].
- 1795 год (V ревизия) — 136 человек в 18 дворах (86 тептярей в 13 дворах, 43 чуваша в 4 дворах и 7 марийцев в 1 дворе)[4]. По другим данным — 97 человек в 18 дворах[43].
- 1834 год (VIII ревизия) — 274 тептяря и чуваша в 42 домах[4], из них 63 тептяря-мужчины[5].
- 1859 год (X ревизия) — 184 припущенника (98 мужчин, 87 женщин) в 23 дворах[44].
- 1865 год — 202 тептяря[4] (97 мужчин, 105 женщин) и 120 чувашей (64 мужчины, 56 женщин) в 42 дворах[6].
- 1895 год — 288 жителей (146 мужчин, 142 женщины) в 55 дворах в деревне Тюменяковской волости[7] и 141 житель (68 мужчин, 73 женщины) в 24 дворах в деревне Никольской волости[7].
- 1902 год (по сведениям земства) — 148 мужчин из припущенников военного звания в 57 дворах в деревне Тюменяковской волости[45] и 63 мужчины из бывших государственных крестьян в 28 дворах в деревне Никольской волости[46].
- 1905 год — 341 человек (165 мужчин, 176 женщин) в 57 дворах в деревне Тюменяковской волости[10] и 124 человека (59 мужчин, 65 женщин) в 21 дворе в деревне Никольской волости[11].
- 1912 год — 322 человека (163 мужчины, 159 женщин) в 58 хозяйствах, припущенники из тептярей и чувашей, в деревне Тюменяковской волости[12] и 154 человека (73 мужчины, 81 женщина) в 22 хозяйствах, бывшие государственные крестьяне из чувашей, в деревне Шаранской волости[13].
- 1917 год — 324 тептяря в 62 хозяйствах в деревне Тюменяковской волости[47] и 77 чувашей в 13 хозяйствах в деревне Шаранской волости[48].
- 1920 год — 297 жителей (153 мужчины, 144 женщины) в 62 дворах (по официальным данным)[15], 312 тептярей в 63 хозяйствах (по данным подворного подсчёта)[49] в деревне Тюменяковской волости и 78 жителей (32 мужчины, 46 женщин) в 16 дворах (по официальным данным)[16], 86 чувашей в 15 хозяйствах и 5 татар в 1 хозяйстве (по данным подворного подсчёта)[50] в деревне Шаранской волости.
- 1925 год — 63 хозяйства в деревне Татарская Кучукова[15] и 15 хозяйств в деревне Чувашская Кучукова[16].
- 1939 год — 286 человек (136 мужчин, 150 женщин) в деревне Тат-Кучук и 125 человек (53 мужчины, 72 женщины) в деревне Чуваш-Кучук[21].
- 1959 год — 143 жителя (64 мужчины и 79 женщин)[51] с преобладанием татар[52] в деревне Тат-Кучук и 89 жителей (40 мужчин и 49 женщин)[51] с преобладанием чувашей[52] в деревне Чуваш-Кучук.
- 1970 год — 262 человека (107 мужчин, 155 женщин)[53], преобладали татары[54].
- 1979 год — 200 жителей (91 мужчина, 109 женщин)[55], преобладали татары[56].
- 1989 год — 63 человека (28 мужчин, 35 женщин)[57], преобладали татары[28].
- 2002 год — 105 человек (54 мужчины, 51 женщина)[58], башкиры (40 %), татары (33 %)[59].
- 2010 год — 100 человек (48 мужчин, 52 женщины)[60].

## Инфраструктура
Имеются молочно-товарная ферма ООО «СХП “Закир”» и 2 магазина, а также два кладбища — татарское и чувашское, неподалёку расположены свалка ТБО и скотомогильник. В деревне одна улица — Речная, протяжённость улично-дорожной сети составляет 2,8 км. В 2020 году был капитально отремонтирован мост через реку Сарсаз. Деревню обслуживает Шаранская центральная районная больница; фельдшерско-акушерский пункт находится в соседней деревне Сарсаз, почтовое отделение — в селе Дюртюли. До недавнего времени дети ходили в школу в деревне Сарсаз, однако она была закрыта.